# Ateleute nigriceps
Ateleute nigriceps är en stekelart som först beskrevs av André Seyrig 1952.  Ateleute nigriceps ingår i släktet Ateleute och familjen brokparasitsteklar. Inga underarter finns listade.